# Posłowie z okręgu Mińsk Mazowiecki (II RP)
Posłowie na Sejm II RP z okręgu Mińsk Mazowiecki - lista posłów  według kadencji.

## Posłowie na Sejm Ustawodawczy (1919–1922)
- Szczepan Bochenek (ZLN)
- Franciszek Buczny (ZLN)
- Stanisław Kielak (PSL ,,Wyzwolenie”)